# Micranurida pygmaea
Micranurida pygmaea is een springstaartensoort uit de familie van de Neanuridae. De wetenschappelijke naam van de soort is voor het eerst geldig gepubliceerd in 1901 door Börner.